# Horváth Lili
Horváth Lili (Budapest, 1976. június 18. –) Jászai Mari-díjas magyar színésznő, Tordai Teri Kossuth-díjas színésznő leánya.

## Élete és pályafutása
Gyerekként a Földessy Margit Drámastúdió növendéke volt. 1994-1998 között a Színház- és Filmművészeti Egyetemen tanult. Egyetemi gyakorlatát a Katona József Színházban és a Nemzeti Színházban töltötte. 1998-2000 között a Budapesti Kamaraszínház, 2000-2002 között a Veszprémi Petőfi Színház, 2002-2003 között a Vidám Színpad, 2003-tól 2012-ig ismét a Budapesti Kamaraszínház tagja volt. 2012-től szabadúszó.
A Földessy Margit Drámastúdiójának tanára, mellette szervez különböző gyermektáborokat, foglalkozásokat.
2017-ben megalapítja saját Lili-suliját a Hatszín Teátrumban.
Édesanyja Tordai Teri színművésznő. Férje Várady Péter, idegsebész-főorvos, két fiúgyermekük és egy lányuk született.

## Filmográfia
- Memento mori – A váci legenda (2023)
- Hadik (2023)
- Mintaapák (magyar sorozat, 2020–2021)
- A tanár (magyar sorozat, 2020)
- 9 és ½ randi  (magyar romantikus vígjáték, 2008)
- Presszó (2008)
- Tűzvonalban (magyar krimisorozat, 2007)
- A Herceg haladéka  (magyar filmdráma, 2006)
- A temetetlen halott – Nagy Imre naplója  (magyar-szlovák-lengyel történelmi dráma, 2004)
- Kisváros (magyar krimisorozat, 2001)
- Premier (magyar kisjátékfilm, 1999)
- Bűn és bűnhődés  (amerikai-magyar filmdráma, 1998)
- Szomszédok (1997)
- A tánc legendája  (TV-műsor)
- Az ördög nem alszik (TV film)
- Eugene O'Neill: Amerikai Elektra (TV film)

## Elismerései
- Jászai Mari-díj (2002)